# Прапор Буського району
Пра́пор Буського райо́ну  – офіційний символ територіальної громади Буського р-ну Львівської області, затверджений рішенням сесії Буської районної ради 25 грудня 2007 року. Автор проекту – львівський історик-геральдист Андрій Гречило. На прямокутному синьому полотнищі зі співвідношенням сторін 2:3 біло-чорне стилізоване зображення лелеки із розгорнутими крилами й червоним дзьобом. Прапор (розміром 1,5 на 1 м, або іншим зі збереженням пропорцій) мають право використовувати усі державні установи та органи місцевого самоврядування, громадські організації та приватні особи з некомерційною метою. У випадку використання прапора у комерційних цілях законодавством передбачено відрахування з прибутків у місцевий бюджет.